# Maiden uniteD
Maiden uniteD ist ein niederländisch-englisches Musikprojekt. Die Musiker spielen Lieder der britischen Heavy-Metal-Band Iron Maiden in Akustikversionen. Das Projekt veröffentlichte bislang drei Studioalben.

## Geschichte
Im Jahre 2006 wurde der Bassist Joey Bruers vom niederländischen Iron-Maiden-Fanklub gefragt, ob er für eine Iron-Maiden-Convention eine spezielle Show machen könnte, die über die üblichen Coverversionen hinausging. Mit einigen Musikern spielte er verschiedene Lieder der Band in Akustikversionen, die vom Publikum positiv aufgenommen wurden. Steve Harris, der Bassist von Iron Maiden, sah das Konzert und war begeistert. Zusammen mit dem Within-Temptation-Gitarrist Ruud Jolie arrangierte Bruers weitere Lieder von Iron Maiden neu und suchte nach Musikern für das Projekt.
Damian Wilson von der Band Threshold übernahm den Gesang. Marco Kuypers und Mike Coolen von der Band Cloudmachine wurden für das Klavier bzw. Schlagzeug verpflichtet. Als Gastsängerin tritt Anneke van Giersbergen auf, die mit der Band The Gathering bekannt wurde. Am 9. Dezember 2010 veröffentlichten Maiden uniteD ihr selbst produziertes Debütalbum Mind the Acoustic Pieces, auf dem das komplette Album Piece of Mind akustisch gecovert wird. Nach einer Europatournee im Frühjahr 2011 spielten Maiden uniteD im Sommer 2011 auf den Musikfestivals Wacken Open Air und dem Download-Festival. Nach einer kleinen Tournee im Januar 2012 begann die Band mit den Aufnahmen für das zweite Studioalbum Across the Seventh Sea, das im September veröffentlicht wurde.

## Diskografie

### Alben
- Mind the Acoustic Pieces (2010)
- Across the Seventh Sea (2012)
- Remembrance (2015)

### Singles
- To Tame a land (2011)
- Strange World  (2015)
- Empire of the Clouds  (2018)